# Cumberland (England)

Lage Cumberlands

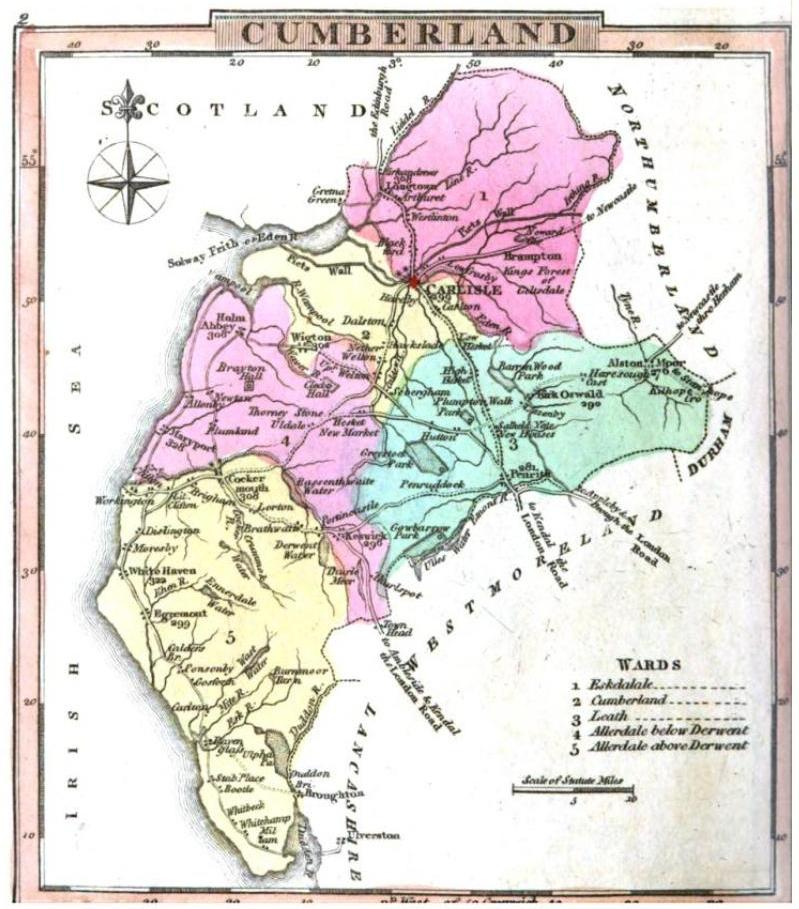
Gliederung von Cumberland 1821 in 5 wards

Cumberland ist eine der 39 traditionellen Grafschaften in England. 1974 wurde Cumberland mit Westmorland und Teilen von Lancashire und Yorkshire vereinigt, um die neue Grafschaft Cumbria zu bilden.
Der Verwaltungssitz war in Carlisle und die Grafschaft grenzte an Northumberland und County Durham im Osten, Westmorland im Süden und an Lancashire im Südwesten.
Cumberland war verwaltungstechnisch anders als die übrigen Grafschaften, die in hundreds unterteilt sind, in fünf wards unterteilt: Allerdale above Derwent, Allerdale below Derwent, Cumberland, Eskdale und Leath.
Der Name der Grafschaft wird auch heute noch als geografische Bezeichnung benutzt und von verschiedenen Organisationen und Unternehmen verwendet wie zum Beispiel The Cumberland News, The West Cumberland Times and Star oder Cumberland Building Society.
Der Adelstitel Herzog von Cumberland wurde wiederholt in der englischen Geschichte an jüngere Mitglieder der königlichen Familie verliehen.

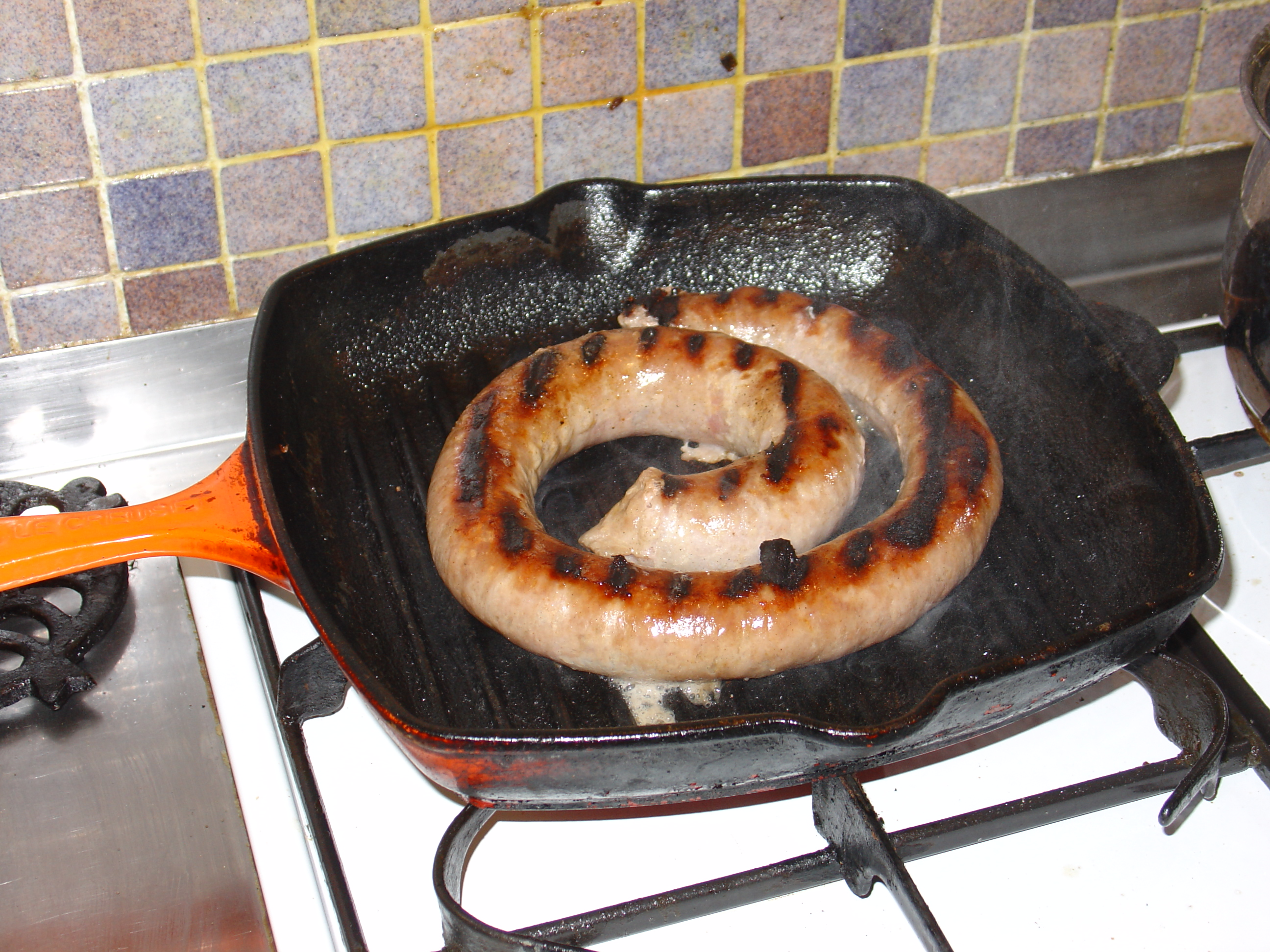
Cumberland sausage

Kulinarisch ist die Grafschaft durch die Cumberland sausage, die einzige Wurst des Vereinigten Königreichs, die geographisch geschützt ist, bekannt.